# Joseph Groulx (hockey sur glace)
Joseph Groulx (né le 10 juillet 1883 à Ottawa, dans la province de l'Ontario, au Canada - mort le 20 avril 1936 à Détroit aux États-Unis) est un joueur professionnel canadien de hockey sur glace qui évoluait au poste de gardien de but.
Il signe le 29 janvier 1910 avec les Canadiens de Montréal de l'Association nationale de hockey pour leur première saison. Il est le gardien le plus utilisé avec 7 matchs mais seulement 1 victoire et 6 défaites.

## Statistiques
| Saison    | Équipe                    | Ligue |                              | PJ                           | V                            | D                            | Min                          | BC                           | Moy                          | % Arr                        | Bl                           | Pun |
| 1906-1907 | Nationals d'Ottawa        | IPHAU | Statistiques non disponibles | Statistiques non disponibles | Statistiques non disponibles | Statistiques non disponibles | Statistiques non disponibles | Statistiques non disponibles | Statistiques non disponibles | Statistiques non disponibles | Statistiques non disponibles |     |
| 1907-1908 | Club de hockey d'Arnprior | UOVHL | 1                            | 0                            | 1                            | 60                           | 6                            | 6,00                         | -                            | 0                            | 0                            |     |
| 1908-1909 | National de Montréal      | LHCM  | Statistiques non disponibles | Statistiques non disponibles | Statistiques non disponibles | Statistiques non disponibles | Statistiques non disponibles | Statistiques non disponibles | Statistiques non disponibles | Statistiques non disponibles | Statistiques non disponibles |     |
| 1909-1910 | National de Montréal      | LHCM  | Statistiques non disponibles | Statistiques non disponibles | Statistiques non disponibles | Statistiques non disponibles | Statistiques non disponibles | Statistiques non disponibles | Statistiques non disponibles | Statistiques non disponibles | Statistiques non disponibles |     |
| 1910      | Canadiens de Montréal     | ANH   | 7                            | 1                            | 6                            | 420                          | 62                           | 8,86                         | -                            | 0                            | 0                            |     |